# 尼娜·维斯洛娃
尼娜·维斯洛娃（俄语：Нина Вислова，1986年10月4日—）是俄羅斯女子羽毛球運動員，擅長雙打項目。

## 簡歷
2010年，尼娜·维斯洛娃參加俄羅斯羽毛球大獎賽，分別與瓦莱里亚·索罗金娜及维塔利·杜尔金贏得女子雙打冠軍及混合雙打比賽亞軍。
2012年，维斯洛娃參加在瑞典卡爾斯克魯納舉行的歐洲羽毛球錦標賽，與瓦莱里亚·索罗金娜躋身女雙比賽四強，最後負於丹麥的莱恩·丹穆凯尔·克鲁斯/马丽恩·罗布克，未能衛冕。
2013年7月，维斯洛娃代表俄羅斯出戰俄羅斯喀山舉行的世界大學生運動會羽毛球比賽，贏得混合雙打銅牌。
2013年8月，维斯洛娃參加中國廣州舉行的世界羽毛球錦標賽，與维塔利·杜尔金出戰混合雙打項目。他們首圈以2比0輕鬆淘汰比利時組合；第二圈面對12號種子、德國的麦克·福克斯/比尔吉德·迈克斯，苦戰三局後以2比1反勝晉級；但在第三圈就以0比2（16-21、18-21）不敵8號種子、波蘭的罗伯特·马特斯亚克/娜蒂斯达·希尔巴，16強止步。
2015年8月，维斯洛娃參加印尼雅加達舉行的世界羽毛球錦標賽，與维塔利·杜尔金合作出戰混合雙打項目，在首圈與馬來西亞的陳裖荃/賴沛君對戰期間，因傷退賽。

## 主要比賽成績

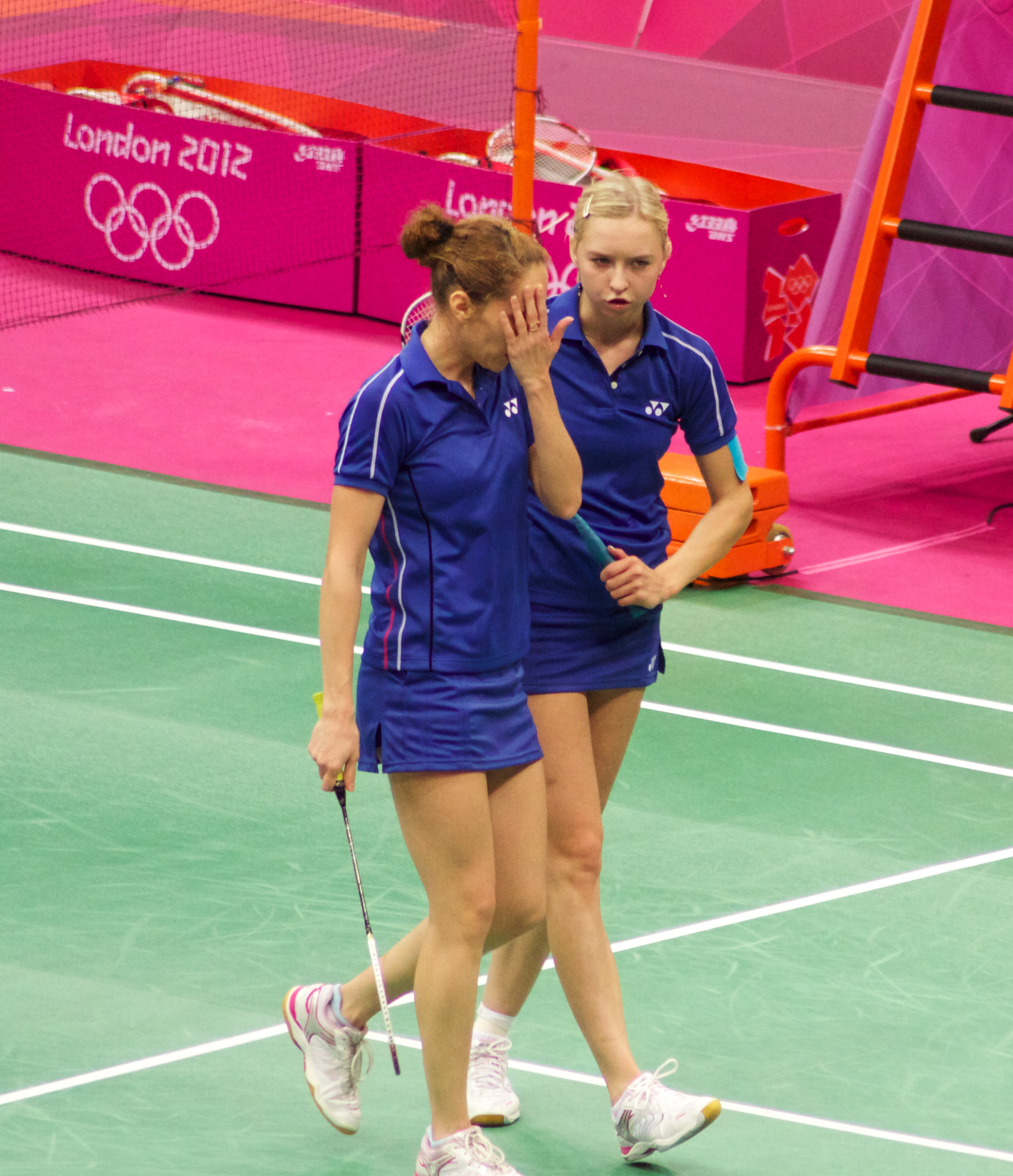
尼娜·维斯洛娃與瓦莱里亚·索罗金娜（左）

只列出曾進入準決賽的國際賽事成績：
| 年份   | 賽事                     | 公開賽級別 | 項目     | 拍檔                      | 成績   |
| ------ | ------------------------ | ---------- | -------- | ------------------------- | ------ |
| 2005年 | 歐洲青年羽毛球錦標賽     | 其他       | 混合團體 | －                        | 亞軍   |
| 2005年 | 歐洲青年羽毛球錦標賽     | 其他       | 女子雙打 | Olga Koslova              | 冠軍   |
| 2005年 | 歐洲青年羽毛球錦標賽     | 其他       | 混合雙打 | 弗拉基米尔·马尔科夫       | 準決賽 |
| 2007年 | 荷蘭羽毛球大獎賽         | 大獎賽     | 女子雙打 | 瓦莱里亚·索罗金娜         | 亞軍   |
| 2007年 | 荷蘭羽毛球大獎賽         | 大獎賽     | 混合雙打 | 亚历山大·尼科拉恩科       | 準決賽 |
| 2008年 | 比利時羽毛球國際賽       | 國際挑戰賽 | 女子雙打 | 瓦莱里亚·索罗金娜         | 冠軍   |
| 2008年 | 比利時羽毛球國際賽       | 國際挑戰賽 | 混合雙打 | 维塔利·杜尔金             | 冠軍   |
| 2008年 | 保加利亞羽毛球大獎賽     | 大獎賽     | 女子雙打 | 瓦莱里亚·索罗金娜         | 準決賽 |
| 2008年 | 俄羅斯羽毛球大獎賽       | 大獎賽     | 女子雙打 | 瓦莱里亚·索罗金娜         | 冠軍   |
| 2008年 | 俄羅斯羽毛球大獎賽       | 大獎賽     | 混合雙打 | 维塔利·杜尔金             | 亞軍   |
| 2008年 | 義大利羽毛球國際賽       | 國際挑戰賽 | 女子雙打 | 瓦萊里亞·索羅金娜         | 冠軍   |
| 2008年 | 義大利羽毛球國際賽       | 國際挑戰賽 | 混合雙打 | 維塔利·杜爾金             | 冠軍   |
| 2009年 | 芬蘭羽毛球公開賽         | 國際挑戰賽 | 女子雙打 | 瓦莱里亚·索罗金娜         | 冠軍   |
| 2009年 | 芬蘭羽毛球公開賽         | 國際挑戰賽 | 混合雙打 | 维塔利·杜尔金             | 冠軍   |
| 2009年 | 白夜羽毛球賽             | 國際挑戰賽 | 女子雙打 | 瓦莱里亚·索罗金娜         | 冠軍   |
| 2009年 | 白夜羽毛球賽             | 國際挑戰賽 | 混合雙打 | 维塔利·杜尔金             | 亞軍   |
| 2009年 | 俄羅斯羽毛球大獎賽       | 大獎賽     | 女子雙打 | 瓦莱里亚·索罗金娜         | 冠軍   |
| 2009年 | 俄羅斯羽毛球大獎賽       | 大獎賽     | 混合雙打 | 维塔利·杜尔金             | 冠軍   |
| 2009年 | 荷蘭羽毛球大獎賽         | 大獎賽     | 女子雙打 | 瓦莱里亚·索罗金娜         | 冠軍   |
| 2009年 | 荷蘭羽毛球大獎賽         | 大獎賽     | 混合雙打 | 维塔利·杜尔金             | 亞軍   |
| 2009年 | 蘇格蘭羽毛球國際賽       | 國際挑戰賽 | 女子雙打 | 瓦莱里亚·索罗金娜         | 冠軍   |
| 2009年 | 蘇格蘭羽毛球國際賽       | 國際挑戰賽 | 混合雙打 | 维塔利·杜尔金             | 準決賽 |
| 2009年 | 威爾斯羽毛球國際賽       | 國際系列賽 | 女子雙打 | 瓦莱里亚·索罗金娜         | 冠軍   |
| 2009年 | 威爾斯羽毛球國際賽       | 國際系列賽 | 混合雙打 | 维塔利·杜尔金             | 冠軍   |
| 2010年 | 德國羽毛球大獎賽         | 大獎賽     | 女子雙打 | 瓦莱里亚·索罗金娜         | 準決賽 |
| 2010年 | 歐洲羽毛球錦標賽         | 其他       | 女子雙打 | 瓦莱里亚·索罗金娜         | 冠軍   |
| 2010年 | 俄羅斯羽毛球大獎賽       | 大獎賽     | 女子雙打 | 瓦莱里亚·索罗金娜         | 冠軍   |
| 2010年 | 俄羅斯羽毛球大獎賽       | 大獎賽     | 混合雙打 | 维塔利·杜尔金             | 亞軍   |
| 2010年 | 白夜羽毛球賽             | 國際挑戰賽 | 女子雙打 | 瓦莱里亚·索罗金娜         | 冠軍   |
| 2010年 | 荷蘭羽毛球大獎賽         | 大獎賽     | 女子雙打 | 瓦莱里亚·索罗金娜         | 冠軍   |
| 2010年 | 丹麥羽毛球超級賽         | 超級賽     | 女子雙打 | 瓦莱里亚·索罗金娜         | 準決賽 |
| 2010年 | 香港羽毛球超級賽         | 超級賽     | 女子雙打 | 瓦莱里亚·索罗金娜         | 準決賽 |
| 2011年 | 荷蘭羽毛球國際賽         | 國際挑戰賽 | 女子雙打 | 瓦莱里亚·索罗金娜         | 冠軍   |
| 2011年 | 俄羅斯羽毛球大獎賽       | 大獎賽     | 女子雙打 | 瓦莱里亚·索罗金娜         | 冠軍   |
| 2011年 | 越南羽毛球大獎賽         | 大獎賽     | 混合雙打 | 维塔利·杜尔金             | 冠軍   |
| 2011年 | 捷克羽毛球國際賽         | 國際挑戰賽 | 女子雙打 | 瓦莱里亚·索罗金娜         | 冠軍   |
| 2011年 | 瑞士羽毛球國際賽         | 國際挑戰賽 | 混合雙打 | 维塔利·杜尔金             | 冠軍   |
| 2011年 | 意大利羽毛球國際賽       | 國際挑戰賽 | 女子雙打 | 瓦莱里亚·索罗金娜         | 冠軍   |
| 2011年 | 意大利羽毛球國際賽       | 國際挑戰賽 | 混合雙打 | 维塔利·杜尔金             | 亞軍   |
| 2012年 | 歐洲羽毛球錦標賽         | 其他       | 女子雙打 | 瓦莱里亚·索罗金娜         | 準決賽 |
| 2012年 | 俄羅斯羽毛球大獎賽       | 大獎賽     | 女子雙打 | 瓦莱里亚·索罗金娜         | 冠軍   |
| 2012年 | 俄羅斯羽毛球大獎賽       | 大獎賽     | 混合雙打 | 维塔利·杜尔金             | 亞軍   |
| 2012年 | 美國羽毛球黃金大獎賽     | 黃金大獎賽 | 女子雙打 | 瓦莱里亚·索罗金娜         | 亞軍   |
| 2013年 | 歐洲羽毛球混合團體錦標賽 | 其他       | 混合團體 | －                        | 準決賽 |
| 2013年 | 世界大學運動會羽毛球比賽 | 其他       | 混合雙打 | 弗拉基米爾·伊萬諾夫       | 铜牌   |
| 2013年 | 比利時羽毛球國際賽       | 國際挑戰賽 | 女子雙打 | 安娜斯塔西亚·切尔维亚科娃 | 準決賽 |
| 2013年 | 俄羅斯羽毛球大獎賽       | 大獎賽     | 女子雙打 | 安娜斯塔西亚·切尔维亚科娃 | 冠軍   |
| 2013年 | 俄羅斯羽毛球大獎賽       | 大獎賽     | 混合雙打 | 维塔利·杜尔金             | 亞軍   |
| 2013年 | 瑞士羽毛球國際賽         | 國際挑戰賽 | 女子雙打 | 安娜斯塔西亚·切尔维亚科娃 | 冠軍   |
| 2013年 | 瑞士羽毛球國際賽         | 國際挑戰賽 | 混合雙打 | 维塔利·杜尔金             | 冠軍   |
| 2013年 | 威爾斯羽毛球國際賽       | 國際挑戰賽 | 女子雙打 | 安娜斯塔西亚·切尔维亚科娃 | 準決賽 |
| 2013年 | 威爾斯羽毛球國際賽       | 國際挑戰賽 | 混合雙打 | 维塔利·杜尔金             | 亞軍   |
| 2014年 | 愛沙尼亞羽毛球國際賽     | 國際系列賽 | 女子雙打 | 安娜斯塔西亚·切尔维亚科娃 | 冠軍   |
| 2014年 | 愛沙尼亞羽毛球國際賽     | 國際系列賽 | 混合雙打 | 维塔利·杜尔金             | 冠軍   |
| 2014年 | 歐洲女子羽毛球團體錦標賽 | 其他       | 女子團體 | －                        | 亞軍   |
| 2014年 | 波蘭羽毛球公開賽         | 國際挑戰賽 | 女子雙打 | 安娜斯塔西亚·切尔维亚科娃 | 冠軍   |
| 2014年 | 波蘭羽毛球公開賽         | 國際挑戰賽 | 混合雙打 | 维塔利·杜尔金             | 冠軍   |
| 2014年 | 美國羽毛球黃金大獎賽     | 黃金大獎賽 | 女子雙打 | 安娜斯塔西亚·切尔维亚科娃 | 準決賽 |
| 2014年 | 美國羽毛球黃金大獎賽     | 黃金大獎賽 | 混合雙打 | 维塔利·杜尔金             | 準決賽 |
| 2014年 | 荷蘭羽毛球大獎賽         | 大獎賽     | 混合雙打 | 维塔利·杜尔金             | 準決賽 |
| 2014年 | 瑞士羽毛球國際賽         | 國際挑戰賽 | 女子雙打 | 安娜斯塔西亚·切尔维亚科娃 | 準決賽 |
| 2014年 | 瑞士羽毛球國際賽         | 國際挑戰賽 | 混合雙打 | 维塔利·杜尔金             | 亞軍   |
| 2014年 | 巴林羽毛球國際挑戰賽     | 國際挑戰賽 | 女子雙打 | 安娜斯塔西亚·切尔维亚科娃 | 亞軍   |
| 2014年 | 巴林羽毛球國際挑戰賽     | 國際挑戰賽 | 混合雙打 | 维塔利·杜尔金             | 冠軍   |
| 2014年 | 意大利羽毛球國際賽       | 國際挑戰賽 | 混合雙打 | 维塔利·杜尔金             | 準決賽 |
| 2015年 | 瑞典羽毛球大師賽         | 國際挑戰賽 | 女子雙打 | 安娜斯塔西亚·切尔维亚科娃 | 冠軍   |
| 2015年 | 瑞典羽毛球大師賽         | 國際挑戰賽 | 混合雙打 | 维塔利·杜尔金             | 亞軍   |
| 2015年 | 俄羅斯羽毛球大獎賽       | 大獎賽     | 混合雙打 | 维塔利·杜尔金             | 準決賽 |
| 2015年 | 布拉格羽毛球公開賽       | 國際挑戰賽 | 混合雙打 | 维塔利·杜尔金             | 冠軍   |
| 2015年 | 碧特博格羽毛球黃金大獎賽 | 黃金大獎賽 | 混合雙打 | 维塔利·杜尔金             | 準決賽 |
| 2015年 | 巴林羽毛球國際挑戰賽     | 國際挑戰賽 | 混合雙打 | 维塔利·杜尔金             | 準決賽 |
| 2015年 | 蘇格蘭羽毛球大獎賽       | 大獎賽     | 混合雙打 | 维塔利·杜尔金             | 冠軍   |
| 2015年 | 孟加拉羽毛球國際挑戰賽   | 國際挑戰賽 | 混合雙打 | 维塔利·杜尔金             | 準決賽 |
| 2016年 | 奧地利羽毛球公開賽       | 國際挑戰賽 | 混合雙打 | 维塔利·杜尔金             | 準決賽 |
| 2016年 | 秘魯羽毛球國際賽         | 國際挑戰賽 | 混合雙打 | 维塔利·杜尔金             | 冠軍   |
| 2016年 | 大溪地羽毛球國際挑戰賽   | 國際挑戰賽 | 混合雙打 | 维塔利·杜尔金             | 冠軍   |
| 2016年 | 白夜羽毛球賽             | 國際挑戰賽 | 混合雙打 | 维塔利·杜尔金             | 亞軍   |
| 2017年 | 歐洲羽毛球混合團體錦標賽 | 其他       | 混合團體 | －                        | 亞軍   |
| 2017年 | 意大利羽毛球國際賽       | 國際挑戰賽 | 混合雙打 | 维塔利·杜尔金             | 準決賽 |
| 2018年 | 歐洲羽毛球女子團體錦標賽 | 其他       | 女子團體 | －                        | 季軍   |
| 2019年 | 歐洲羽毛球混合團體錦標賽 | 其他       | 混合團體 | －                        | 季軍   |

| 2007-2017年 | 首要超級賽 | 超級賽 | 黃金大獎賽 | 大獎賽 | 國際挑戰賽 | 國際系列賽 | 未來系列賽 | 其他 |

| 2018-2026年 | 總決賽 | 超級1000賽 | 超級750賽 | 超級500賽 | 超級300賽 | 超級100賽 | 國際挑戰賽 | 國際系列賽 | 未來系列賽 | 其他 |

### 奧運會和世錦賽參賽紀錄
|          | 搭檔                      | 2005 | 2006 | 2007 | 2008 | 2009        | 2010 | 2011 | 2012 | 2013 | 2014 | 2015 |
| -------- | ------------------------- | ---- | ---- | ---- | ---- | ----------- | ---- | ---- | ---- | ---- | ---- | ---- |
| 女子雙打 | 瓦莱里亚·索罗金娜         | 16強 | 48強 | 48強 | －   | 48強 (退賽) | 16強 | 16強 | 銅牌 | －   | －   | －   |
| 女子雙打 | 安娜斯塔西亚·切尔维亚科娃 | －   | －   | －   | －   | －          | －   | －   | －   | －   | 32強 | －   |
|          |                           |      |      |      |      |             |      |      |      |      |      |      |
| 混合雙打 | 亚历山大·尼科拉恩科       | －   | －   | 32強 | －   | －          | －   | －   | －   | －   | －   | －   |
| 混合雙打 | 维塔利·杜尔金             | －   | －   | －   | －   | 48強 (退賽) | 48強 | 32強 | －   | 16強 | 32強 | 48強 |

## 外部連結
- 尼娜·维斯洛娃在国际奥林匹克委员会的资料